# ناحیه ادامز، شهرستان سنکا، اوهایو
ناحیه ادامز، بخش سنکا، اوهایو (به انگلیسی: Adams Township, Seneca County, Ohio) در ایالات متحده آمریکا است که در اوهایو واقع شده‌است.

## خصوصیات
ناحیه ادامز ۹۳٫۷ کیلومترمربع مساحت و ۱٬۳۳۷ نفر جمعیت دارد و ۲۴۲ متر بالاتر از سطح دریا واقع شده‌است.